# Palatobaena
Palatobaena is een geslacht van uitgestorven baenide schildpadden. 
Het werd benoemd in 1972 door Eugene Gaffney en de typesoort is Palatobaena bairdi. De geslachtsnaam is een combinatie van het Latijn palatum, 'verhemelte' en baina, 'schildpad' in een lokale taal. De soortaanduiding eert Donald Baird.
Het is gebaseerd op de rechterhelft van een in 1949 door David Dunkle gevonden schedel uit de Fort Union-formatie van het Bighorn-bekken van Wyoming, holotype PU 16839. Toegewezen is de snuit FMNH PR 829. 
De twee andere soorten zijn Palatobaena gaffneyi Archibald & Hutchison 1979 gebaseerd op holotype UCMP 114529, een complete schedel uit het Eoceen (Wasatchian North American Land Mammal Age) en Palatobaena cohen gebaseerd op YPM 57498, een skelet uit de Hell Creek-formatie, North Dakota tijdens het Laat-Krijt (Maastrichtien). De soortaanduiding eert Steven Cohen welke het onderzoek financieel ondersteunde.